# Copa Sultan Azlan Shah del 2012
La Copa Sultán Azlan Shah del 2012 es la XXI edición de la Copa Sultán Azlan Shah de hockey sobre césped. Es el último torneo internacional antes de los Juegos Olímpicos de Londres 2012. Se desarrolla en Kuala Lumpur (Malasia). Desde el 24 de mayo hasta el 3 de junio participan 7 selecciones nacionales en un grupo de todos contra todos.

## Grupo único
| Equipo        | J | G | E | P | GF | GC | DG | PTS |
| ------------- | - | - | - | - | -- | -- | -- | --- |
| Nueva Zelanda | 6 | 4 | 0 | 2 | 18 | 8  | 10 | 12  |
| Argentina     | 6 | 4 | 0 | 2 | 15 | 16 | -1 | 12  |
| Reino Unido   | 6 | 3 | 2 | 1 | 14 | 12 | 2  | 11  |
| India         | 6 | 3 | 0 | 3 | 12 | 15 | -3 | 9   |
| Corea del Sur | 6 | 2 | 2 | 2 | 11 | 8  | 3  | 8   |
| Malasia       | 6 | 1 | 2 | 4 | 10 | 14 | -4 | 5   |
| Pakistán      | 6 | 1 | 0 | 5 | 9  | 16 | -7 | 3   |

## Resultados
- Resultados

| Fecha | Hora¹ | Partido       | Partido | Partido       | Resultado |
| ----- | ----- | ------------- | ------- | ------------- | --------- |
| 24.05 | 18:35 | Argentina     | -       | Pakistán      | 2-4       |
| 24.05 | 20:35 | India         | -       | Nueva Zelanda | 1-5       |
| 24.05 | 22:35 | Corea del Sur | -       | Malasia       | 1-1       |
| 25.05 | 18:35 | Nueva Zelanda | -       | Argentina     | 5-2       |
| 25.05 | 20:35 | Reino Unido   | -       | Malasia       | 3-3       |
| 25.05 | 22:35 | India         | -       | Corea del Sur | 2-1       |
| 27.05 | 18:35 | Pakistán      | -       | Nueva Zelanda | 1-3       |
| 27.05 | 20:35 | Corea del Sur | -       | Argentina     | 3-4       |
| 27.05 | 22:35 | India         | -       | Reino Unido   | 2-3       |
| 28.05 | 18:35 | Pakistán      | -       | Corea del Sur | 0-4       |
| 28.05 | 20:35 | Reino Unido   | -       | Argentina     | 2-3       |
| 28.05 | 22:35 | India         | -       | Malasia       | 3-2       |
| 30.05 | 18:35 | India         | -       | Argentina     | 2-3       |
| 30.05 | 20:35 | Reino Unido   | -       | Nueva Zelanda | 2-1       |
| 30.05 | 22:35 | Pakistán      | -       | Malasia       | 2-3       |
| 31.05 | 20:35 | Reino Unido   | -       | Corea del Sur | 1-1       |
| 31.05 | 20:35 | Pakistán      | -       | India         | 1-2       |
| 31.05 | 22:35 | Nueva Zelanda | -       | Malasia       | 4-1       |
| 02.06 | 18:35 | Nueva Zelanda | -       | Corea del Sur | 0-1       |
| 02.06 | 20:35 | Pakistán      | -       | Reino Unido   | 1-2       |
| 02.06 | 22:35 | Malasia       | -       | Argentina     | 0-1       |

### Tercer Puesto
| Fecha | Hora¹ | Partido     | Partido | Partido | Resultado |
| ----- | ----- | ----------- | ------- | ------- | --------- |
| 03.06 | 18:05 | Reino Unido | -       | India   | 1-3       |

### Final
| Fecha | Hora¹ | Partido       | Partido | Partido   | Resultado |
| ----- | ----- | ------------- | ------- | --------- | --------- |
| 03.06 | 20:35 | Nueva Zelanda | -       | Argentina | 1-0       |

## Posiciones finales
| Pos | Equipo        |
| --- | ------------- |
|     | Nueva Zelanda |
|     | Argentina     |
|     | India         |
| 4.  | Reino Unido   |
| 5.  | Corea del Sur |
| 6.  | Malasia       |
| 7.  | Pakistán      |

## Campeón
| Ganador de la Copa Sultán Azlan Shah 2012 |
| ----------------------------------------- |
| Nueva Zelanda Primer título               |

- Datos: Q4626850